# シレトコスミレ
シレトコスミレ（Viola kitamiana）は、スミレ科・スミレ属の植物の一種。

## 分布
北海道の知床半島にのみ分布し、高山の砂礫地のなかの非常に限られた環境に生育する。主な分布山岳地域は、硫黄山、知円別岳、東岳、遠音別岳である。遠音別岳の個体群は1975 年に確認された。
知床の固有種とされるが、択捉島に分布する Viola bezdelevae と同種である可能性も指摘されている。

## 特徴
草丈5-10cmの多年草。白い花の中央部が黄色となる。距がとても短い。花は7月から8月にかけて咲き、花柱は棒状で、基部は白である。和名は宮部金吾より命名された。花柱の形が単純であり、体細胞の染色体が12本であることから最も原始的な種類であると言われている。
北海道版レッドデータブックにおいて絶滅危急種に指定されている。